# Вершино (Псковська область)
Вершино (рос. Вершино) — присілок в Красногородському районі Псковської області Російської Федерації.
Населення становить 4 особи. Входить до складу муніципального утворення Красногородська волость .

## Історія
Від 2015 року входить до складу муніципального утворення Красногородська волость .

## Населення
| 2001 | 2002 | 2010 |
| ---- | ---- | ---- |
| 5    | ↘4   | ↘0   |